# Esteban Sampzon
Esteban Luis Mateo Sampzon (Malabon, Filipinas 1756 - Buenos Aires, Argentina 1830). Escultor de origen filipino
. Su obra es relevante en el arte colonial del Virreinato del Río de la Plata.

## Biografía
Esteban Sampzon nació en Malabon, Filipinas. Se conserva una partida de nacimiento con su nombre en la parroquia de San Bartolomé de Malabon. Se casó con Bernardina Hidalgo con quien tuvo varios hijos.

### Aspectos de su vida enAmérica del Sur
En el año 1780 ya está en Buenos Aires, trabajando como tallista para el Convento de Santo Domingo de esa ciudad. No se conoce de qué manera y por qué razones llegó al Río de la Plata, probablemente viajó en el galeón de Manila como tantos otros filipinos que llegaban a América. Esteban luego de casarse con Bernardina se va a vivir a Córdoba entre 1787 y 1807  contratado también por la Orden Dominicana. En 1788 sufrió un agravio y arresto por parte del Alcalde de segundo voto de Córdoba, Francisco Antonio González. Este hecho lo llevó a iniciar un juicio ante la Real Audiencia de Buenos Aires solicitando desagravio y reparación económica. Probablemente la honra pública y el buen nombre eran importantes en su trabajo como escultor, creador de imágenes sacras y proveedor de la Iglesia. En las actas judiciales se lo caracteriza como Indio de la China, una forma de aludir a su origen filipino. En el ámbito de la sociedad jerárquica colonial, su origen racial constituye el núcleo alrededor del cual gira el alegato, tanto para el alcalde que justifica su castigo en la pertenencia a las castas de Sampzon, como por parte del abogado defensor que invoca los derechos que le asisten por las Leyes de Indias. Sampzon fue resarcido económicamente y su honra quedó a salvo, durante el pleito declaró también ser Alférez del Batallón de Mestizos. Los años finales de su existencia los pasó entre las ciudades de Córdoba y Buenos Aires. Finalmente, cuando la enfermedad y la ceguera le impidieron continuar trabajando vendió algunas de sus propiedades y falleció en Buenos Aires alrededor del año 1830.

### Su Obra
El estilo de este escultor se entronca con la tradición iconográfica española de Juan Martínez Montañés y otros maestros del Barroco. En sus obras se conjugan el espíritu ascético de la imaginería española con una cierta placidez facial y el tratamiento rítmico en el tallado de las costillas, resoluciones propias de los talleres "chino-filipinos" del siglo XVII. Su arte mantiene en el Río de la Plata las teatralidad barroca en la época del Neoclasicismo. Héctor Schenone resalta el tratamiento realista de la anatomía, un rasgo singular para ese período, y lo considera el escultor más creativo de la colonia en el Río de la Plata
. Según sostiene Schenone, la obra más original de Sampzon, junto al Santo Domingo Penitente del Museo Fernández Blanco, es el Cristo de la Buena Muerte de Villa Reducción en la provincia de Córdoba. Una figura de gran realismo y tamaño mayor que el natural, con brazos móviles que estaría reproduciendo un modelo gótico del siglo XIV, lo que le da una rareza excepcional en el arte colonial de los confines de América del Sur.

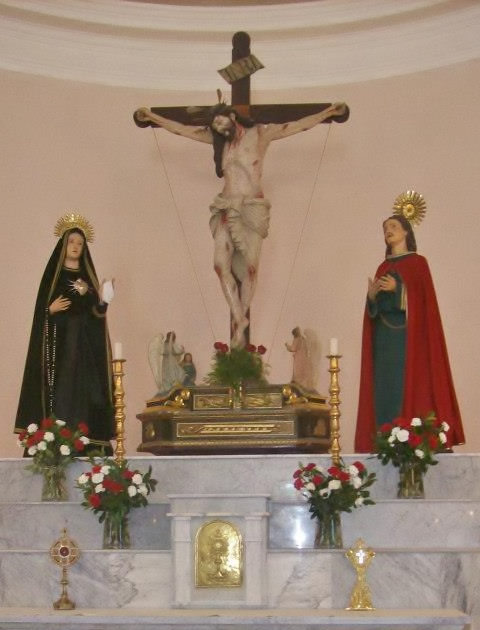
Altar Cristo de la Buena Muerte, Villa Reducción

#### Algunas de sus esculturas importantes en Argentina
- Cristo de la Paciencia y la Humildad: Basílica de La Merced, Buenos Aires (siglo XVIII)

- Santo Domingo Penitente: Museo Fernández Blanco, Buenos Aires (c. 1800)
- San Jerónimo: Museo Juan de Tejeda, Córdoba (c. 1800)

- Los cuatro Evangelistas (Mateo, Marcos, Lucas y Juan): Catedral de Córdoba, Córdoba (c. 1805)

- Santo Domingo de Guzmán: Iglesia de Santo Domingo, Córdoba (siglo XVIII)

- San Francisco de Asís: Iglesia de Santo Domingo, Córdoba (siglo XVIII)

- Santa Catalina de Siena: Iglesia de Santo Domingo, Córdoba (siglo XVIII)

- Cristo Crucificado: Iglesia de Santo Domingo, Córdoba (siglo XVIII)

- Cristo de la Buena Muerte (atribuido): Iglesia de Villa Reducción, provincia de Córdoba (siglo XVIII)

- Cristo de Renca (atribuido): Iglesia de Renca, provincia de San Luis.